# 东姑阿末礼道丁
丹斯里东姑阿末礼道丁（1928年1月24日—2022年4月29日）是马来西亚政治人物、巫统党员。他曾担任国防部长、外交部长等职，并任巫统纪律委员会主席。他也是少数被日本天皇授予旭日勋章的马来西亚人之一，被认为加强了马日关系。
2022年4月29日病逝，享寿94岁。

## 政治生涯
1970年，东姑礼道丁受委出任国防部副部长。1972年，就任首相署副部长。1973年，他受委特别职能部长，以在外交部协助首相敦阿都拉萨，并于1974年出任新闻及特别职能部长。1975年，成为外交事务部长。
1981年马哈迪·莫哈末宣誓就任首相后，东姑礼道丁成为贸易及工业部长。1984年，重新受委为外交部长。1986年，成为新闻部长。1987年，成为国防部长。1990年大选，他败给来自四六精神党的依拉妮。
2001年1月12日，巫统最高理事会确定任命东姑礼道丁为巫统纪律局主席。

## 逝世
2022年4月29日，东姑礼道丁在其位于吉隆坡大使路的住所病逝，享寿94岁。首相依斯迈沙比里代表大马一家向其家人致哀，并对东姑礼道丁在政府和巫统内的地位给予了肯定。